# Синдром на Панайотопулос
Синдромът на Панайотопулос (на английски: Syndrome Panayiotopoulos) е детска епилепсия с окципитални пароксизми и ранно начало.

## Клинични признаци
Клиниката на детска епилепсия с окципитални пароксизми и ранно начало е представена с единични пристъпи главно по време на сън. При част от пациентите се установяват окципитални пароксизми в ЕЕГ. Налице са редки пристъпи, главно по време на сън с продължителност 5 – 10 мин. При голяма част от пациентите съзнанието е увредено в хода на припадъка. Началото често е с адверзивна криза или само с отваряне на очите, наблюдават се автономни прояви – повръщане, или само кашляне и позиви за повръщане, пребледняване, инконтиненция, мидриаза. Други прояви са конвулсии, хемиконвулсии, иктален (по време на пристъп) синкоп, зрителни халюцинации.

## Лечение
|  | Тази страница частично или изцяло представлява превод на страницата Panayiotopoulos syndrome в Уикипедия на английски. Оригиналният текст, както и този превод, са защитени от Лиценза „Криейтив Комънс – Признание – Споделяне на споделеното“, а за съдържание, създадено преди юни 2009 година – от Лиценза за свободна документация на ГНУ. Прегледайте историята на редакциите на оригиналната страница, както и на преводната страница, за да видите списъка на съавторите. ВАЖНО: Този шаблон се отнася единствено до авторските права върху съдържанието на статията. Добавянето му не отменя изискването да се посочват конкретни източници на твърденията, които да бъдат благонадеждни. |